# Alte Cracauer Dorfschule
Die Alte Cracauer Dorfschule war ein denkmalgeschütztes Schulgebäude in Magdeburg in Sachsen-Anhalt.

## Lage
Das Gebäude befand sich auf der Ostseite der Burchardstraße, die in der Vergangenheit, in Bezug auf die Schule, Schulstraße hieß, im Magdeburger Stadtteil Cracau, südlich der Sankt-Briccius-Kirche an der Adresse Burchardstraße 22. Nach Süden reichte das Schulgelände bis zur Einfahrt der dort ehemals befindlichen, gleichfalls denkmalgeschützten Cracauer Brauerei R. Sieger & Co.

## Architektur und Geschichte
Eine erste urkundliche Erwähnung mit Verweis auf eine Schule in Cracau stammt aus dem Jahr 1667, in dem eine Schulmeisterin erwähnt wurde. Akten direkt zur Cracauer Schule sind seit 1795 erhalten. 1818 musste vierteljährlich ein Schulgeld von neun Groschen, wenn das Kind schreibt, oder sechs Groschen, wenn das Kind nicht schreibt entrichtet werden. Eine Ermäßigung gab es für den Sommer, wo vier Groschen und sechs Pfennige bzw. drei Groschen gezahlt werden mussten. Darüber hinaus wurden für den Kantor Naturalien wie Brot, Wurst und Eier verlangt. Die Einziehung des Schulgeldes erwies sich jedoch häufig als problematisch. Zu zahlen war auch ein Holzgeld für das zum Heizen nötige Holz, das 1823 für jedes Schulkind 2,5 Silbergroschen betrug. 1820 wurden 62, 1824 dann 75 Kinder unterrichtet. Bei einer Schulvisitation im Jahr 1828 wurde der Zustand des Schulhauses als gut befunden, wenn auch die Schulstube als zu klein und zu dunkel eingeschätzt wurde. Angemerkt wurde, dass die zur Schule gehörende Scheune und die Ställe neu erbaut waren. Als Unterrichtsmaterialien waren die Magdeburger Fibel, Stephanis Wandtafeln, Nicolais Wandschriften und Wilzeners Kinderfreund in Gebrauch. Der Einsatz von Zerreners Kinderfreund wurde angeordnet.
Um 1863 wurden 63 Kinder unterrichtet, das Schulgeld betrug ein Taler und zehn Groschen je Kind. Im Jahr 1862 war, um eine zweite Lehrerstelle zu ermöglichen, für 6000 Mark das Brandtsche Grundstück in der heutigen Burchardstraße 22 erworben worden. 1863 wurde die zweite Lehrerstelle auch tatsächlich besetzt. Ein weiteres Schulzimmer entstand 1871. In den 1880er Jahren hatte die Schule fünf Klassen, es gab vier Lehrer. Beklagt wurde die vermeintliche Interessenlosigkeit der Eltern, so besuchten nur wenige die zum Ende eines jeden Schuljahres durchgeführten öffentlichen Prüfungen der verschiedenen Klassenstufen.

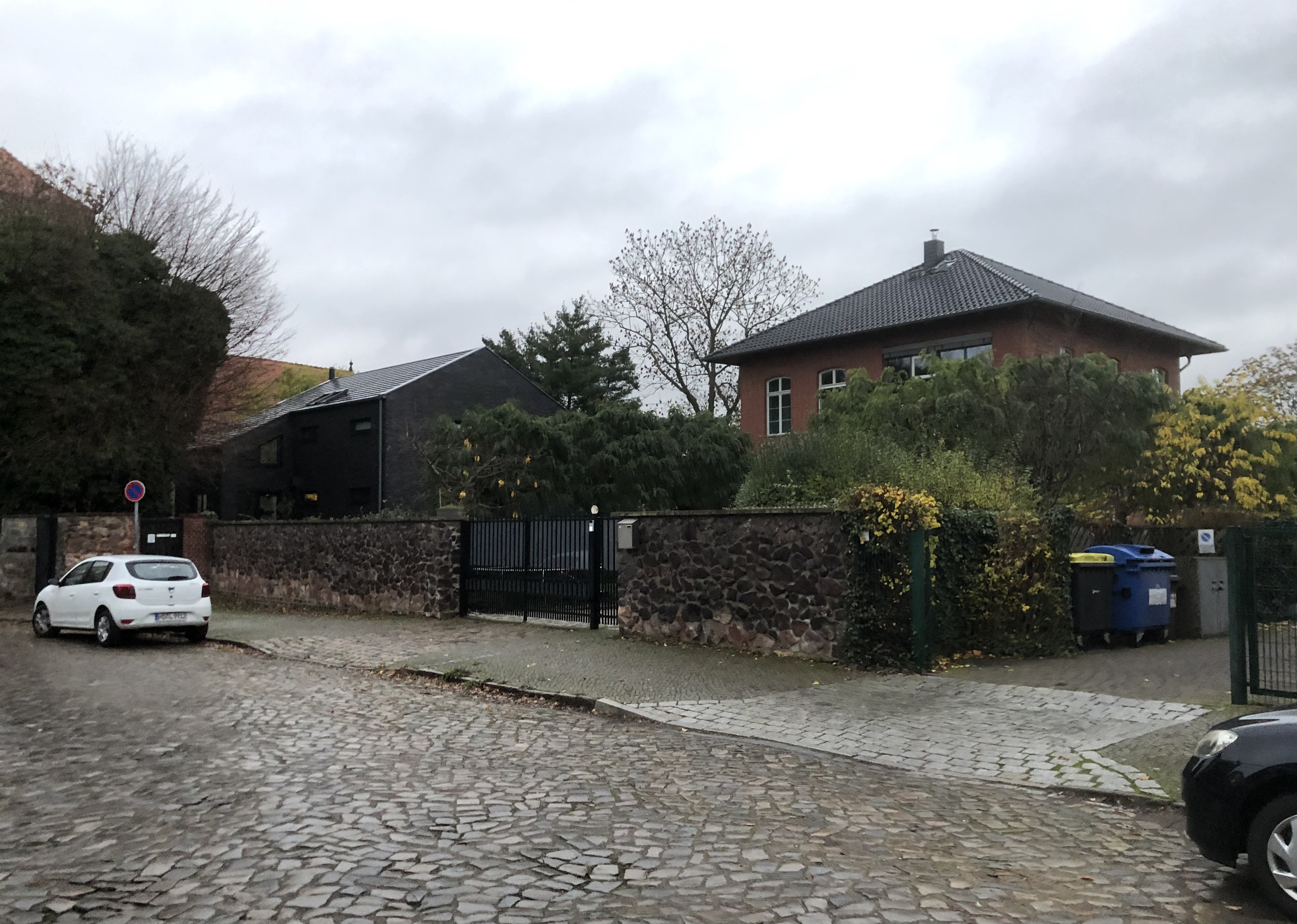
Blick auf das neu bebaute Grundstück Burchardstraße 22 im Jahr 2021

Am 15. Februar 1883 erfolgte der Beschluss ein neues Schulgebäude auf dem ehemaligen Ahrenholzschen Grundstück, der Burchardstraße 23, zu bauen, das die Gemeinde bereits 1847/48 für 625 Taler vom Kossaten Ahrenholz erworben hatte. Das Schulgebäude entstand dann noch im Jahr 1883 in Fachwerkbauweise. Die Gefache waren mit Ziegeln ausgemauert. Es befand sich im zweiten Rayon östlich vor der Festung Magdeburg und wurde daher als im Kriegsfall schnell niederzulegendes sogenanntes Rayonhaus gebaut. Es war eineinhalbgeschossig und verfügte über ein Drempelgeschoss. Der langgestreckte Bau war giebelständig zur Straße ausgerichtet. Ein älteres in massiver Bauweise errichtetes Schulgebäude befand sich neben der Kirche. Das schon längere Zeit nicht mehr bestehende Gebäude war vermutlich ein zu Schulzwecken umgebautes, von Emmi Beckmann gestiftetes Wohnhaus. Im Jahr 1891 wurde das Gebäude um vier Achsen verlängert. Außerdem erhielt das Haus ein mit Dachpappe gedecktes Satteldach. Es bestanden zwei symmetrisch angeordnete zweiachsige Dacherker. Die Arbeiten wurden von Zimmermeister Gustav Michaelis ausgeführt. Mittig in der Längsseite war der Eingang angeordnet, links und rechts davon befand sich jeweils ein Klassenraum. Im oberen Geschoss befanden sich zwei Lehrerwohnungen.
Anlässlich des 400. Geburtstag von Martin Luther erhielt die Schule am 10. November 1883 ein vom Kaiser gestiftetes Bild Luther übersetzt mit seinen Freunden die Bibel. 1884 unterrichteten vier Lehrer insgesamt 416 Kinder in fünf Klassen. Für die ersten drei Klassen gab es auch Turnunterricht. Außerdem erhielten die Jungen dieser Klassen Industrie-, die Mädchen Handarbeitsunterricht.
Seit 1884 bestand die Tradition einmal im Jahr ein Schulfest im Herrenkrug durchzuführen. Das Fest entwickelte sich nach und nach zum Volksfest, so dass bei der Abschlussfeier auf dem Schulhof sich als störend empfundene Gäste einstellten. Im Ergebnis wurden dann regelmäßige Klassenausflüge eingeführt.
1887 erhielt die Schule eine fünfte Lehrerstelle, 1891 eine sechste, 1895 eine siebente, 1900 eine achte und 1904 eine neunte. Ab dem Jahr 1902 gab es auch katholischen Religionsunterricht, der von etwa 25 Kindern besucht wurde. Seit 1907 gab es auch eine Lehrerinnenstelle. Die Schülerzahl war bis 1908 auf 565 Kinder angestiegen.
Es erfolgten weitere Erweiterungen. So wurde 1905 vom Maurermeister Hermann Wilke und dann 1913 nach einem Entwurf des Stadtbauinspektors Wilhelm Berner Erweiterungen angebaut. Es entstand ein fünfachsiger zunächst ein- dann zweigeschossiger Anbau mit flachem Walmdach. Da die Festungsbestimmungen aufgehoben worden waren, wurde dieser Anbau in massiver Bauweise aus roten Ziegeln errichtet. Im Anbau wurden vier weitere Klassen untergebracht. Da die Raumkapazitäten mit der schnell steigenden Schülerzahl nicht Schritt hielt, errichtete die Stadt Magdeburg, in die Cracau 1910 eingemeindet worden war, 1911 und 1915 auf dem Gelände Schulbaracken. Mit der Eingemeindung wurden die katholischen Kinder auf die Altstädtische katholische Schule umgeschult. Die Stadt Magdeburg begann mit Planungen eine neue Schule auf dem bisherigen Schanzengelände zu errichten.
Eine elfte Lehrstelle wurde 1910 mit einer weiteren Lehrerin besetzt. 1913 wurde das kirchliche Amt des Kantors von der der Schulleitung getrennt. Als Höhepunkte des Schuljahres wurden der Geburtstag des Kaisers und der Sedantag begangen. Am 16. Juni 1913 wurde das Amtsjubiläum des Kaisers Wilhelm II. aufwendig gefeiert.
Am 20. November 1913 wurde die bisher fünfstufige Schule in eine siebenstufige umgewandelt. Sie entsprach damit der im übrigen Gebiet Magdeburgs üblichen Struktur.
Mit Beginn des Ersten Weltkriegs ergaben sich auch für den Schulbetrieb Veränderungen. So dienten die Klassenräume vom 6. bis 11. August 1914 vorübergehend zur Einquartierung von 120 Soldaten der Munitionskolonne des Reserve-Feldartillerie-Regiment Nr. 4. Mehrere Lehrer leisteten Militärdienst, so dass Klassen zusammengelegt wurden. In damit ungenutzte Räume zog die Friedrichstädter Schule ein, da deren Schulgebäude als Bekleidungsamt diente. Nach der Schlacht bei Tannenberg und der Schlacht an den Masurischen Seen wurden Schulfeiern durchgeführt. Im weiteren Verlauf wurden die Dienststunden der Lehrkräfte erhöht. Schüler wurden vorzeitig entlassen oder zu bestimmten Zeiten freigestellt, um in der Landwirtschaft oder Industrie zu arbeiten oder im Haushalt zu helfen. An der 4. Kriegsanleihe im März 1916 beteiligte sich die Schule mit 5800 Mark. Auch an späteren Anleihen beteiligte man sich durch Sammlungen. An der 5. mit 1700, der 6. mit 2200 und der 7. mit 4000 Mark. Gesammelt wurden auch 59 Kilogramm Kirschkerne, 345 Kilogramm Pflaumenkerne, 3 Kilogramm Weißdornkerne, 7,5 Kilogramm Kastanien, 6 Kilogramm getrocknete Brennnesseln, 90 Kilogramm Gummiabfälle, 4 Kilogramm Bleiplomben, 0,25 Kilogramm Stanniol, 3,75 Kilogramm Flaschenkapseln und 75 Kilogramm Knochen. Außerdem wurden auch Papier, Weißblech und andere Stoffe gesammelt. Die Auswirkungen des Krieges auf die Versorgungslage der Bevölkerung macht sich auch in der Schule bemerkbar. Selbst der praktische Teil des Hauswirtschaftsunterrichts musste mangels Lebensmitteln im Winterhalbjahr ausfallen. Neben den üblichen freien Tagen zu den Schulfeiern am 2. September, 31. Oktober und 27. Januar fiel die Schule auch zu den sechs Tagen im Jahr aus, zu denen die Lebensmittelmarken ausgegeben worden. Schulfrei war auch anlässlich von Siegesfeiern bei von im Ersten Weltkrieg durch die Mittelmächte gewonnenen Schlachten wie von Kut-el-Amara am 1. Mai 1916, der Skagerrakschlacht am 2. Juni 1916, der Sieg von August von Mackensen in der Dobrudscha am 23. September 1916 und der Einzug Mackensens und Erich von Falkenhayns in Bukarest am 7. Dezember 1916. Aufgrund von Kohlenknappheit wurden ab dem 12. März nur noch sechs Klassenräume beheizt. Ab dem 18. Mai 1917 wurden 53 besonders geschwächte Kinder zur Erholung in Dörfer des Landkreises Worbis geschickt.
Mit der Demobilisierung der Armee nach Ende des Ersten Weltkriegs wurden die Räume der Schule vom 18. November bis 21. Dezember 1918 dem Militär zur Verfügung gestellt. Die Schüler wurden in dieser Zeit Dienstags, Donnerstags und Sonnabends in der Friedrichstädter Schule unterrichtet. Die in Prester wohnenden Kinder wurden zugleich am 23. November 1918 wieder nach Prester ausgeschult. Das Kantoratsgebäude wurde 1918 an den Landwirt Otto Fricke veräußert.
Auch nach dem Wiedereinzug in das Schulgebäude blieben durch den Mangel verursachte Einschränkungen bestehen. Vom 22. bis 26. November 1919 musste die Schule wegen Brennstoffmangels sogar ganz geschlossen werden. Im Anschluss konnte mit Braunkohle geheizt werden, wobei nur acht Klassenräume beheizt wurden. Der Unterricht wurde daher in Schichten Vor- und Nachmittags erteilt, was Probleme bereitete, da nur drei Räume beleuchtet werden konnten.
Am 21. Februar 1920 erfolgte im Restaurant Elbgarten erstmals die Wahl eines Elternbeirats. Er hatte neun Mitglieder, je eines für 50 Schulkinder. Die Elternbeiratswahlen 1922 ergaben sieben Sitze für die Anhänger der weltlichen und vier Sitze für die der christlichen Schule. 1924 gewann die für die christliche Schule eintretende Liste Beck fünf, die weltliche Liste Eicke vier Mandate. Im Jahr 1926 erzielte die christlich-unpolitische Liste sechs und die Liste Schulreform Schütze dein Kind drei Mandate.
Zum Schuljahr 1920/21 wurde die Schule, wie auch die anderen Volksschulen der Stadt, in eine achtstufige Schule umgewandelt. Es ergab sich ein Schülermangel, so dass zum Schuljahr 1922/23 eine Zusammenlegung mit der Volksschule Prester zur Cracau-Prester-Volksschule vorgenommen wurde. Die ersten Jahrgänge wurden daraufhin in Prester beschult. Die Versorgung war weiterhin problematisch. Wegen Kohlemangels mussten ab Anfang Februar 1923 erneut Klassen zusammengelegt werden.
Ab Ostern 1923 wurde an der Schule als Alternative zum Religionsunterricht lebenskundlicher Unterricht angeboten, der von 85 Kindern besucht wurde. Seit 1925 wurde zunächst fakultativ ab 1926 dann als Klassenunterricht Werkunterricht gegeben. Von 1926 bis 1930 wurde für die Oberstufe als wahlfreies Fach Esperanto, ab 1928 auch Stenografie angeboten.
Am 4. März 1925 wurde eine Trauerfeier zu Ehren des verstorbenen Reichspräsidenten Friedrich Ebert durchgeführt. An diesem Tag war, wie auch am Tag der Amtseinführung des neuen Reichspräsidenten Paul von Hindenburg schulfrei. Zur Feier des 80. Geburtstags Hindenburgs am 2. Oktober 1927 durfte die Schule zwei Jungen der ersten Klasse entsenden. Auch die Verfassungsfeier und das Reformationsfest waren größere Ereignisse im Schulalltag der Zeit.
Am 12. Juni 1925 ertrank der Schüler der ersten Klasse Ernst Zilske, während er mit anderen unter der Aufsicht des Lehrers Paul Wolff in der Wäscheschen Badeanstalt am Cracauer Wasserfall in der Alten Elbe. Seine Leiche wurde am Abend in der Nähe der Badeanstalt gefunden. Ein Verschulden des Lehrers konnte bei einer eingeleiteten Untersuchung nicht nachgewiesen werden.
Das Jahr 1926 verlief für die Schule tragisch, da drei Lehrerinnen überraschend verstarben. Am 25. Juli verstarb die 43-jährige Terese Stottmeier, am 26. August die erst 20-jährige Ilse Riecke und am 27. November im Alter von 53 Jahren Agnes Schwerin.
Nach einer Schulrevision durch Schulrat Ludwig vom 1. bis 14. September 1926 empfahl der Schulrat die Einrichtung einer Förderklasse, die auch tatsächlich gebildet wurde. Im März 1927 schaffte die Schule einen Leitz-Lichtbildapparat an. Mehrfach führte die unweit der Elbe gelegene Schule Schuldampferfahrten durch. 1925 nach Tochheim, 1926 zur Saalemündung und nach Grünewalde, 1927 zur Saalemündung und nach Steutz.
Im sehr harten Winter 1928/29 grassierte die Grippe so schlimm, dass der Unterricht für die beiden 7. Klassen für eine Woche ausfiel. Außerdem waren die Vorräte an Kohle bereits Mitte Januar 1929 aufgebraucht. Wasserleitungen und Toiletten froren ein. Vom 14. bis 26. Februar 1929 gab es Kälteferien. Danach wurde bis Ostern wieder nur in zwei Schichten Vormittags und Nachmittags unterrichtet. Verschiedene Fächer, darunter Turnen und Nadelarbeit, fielen ganz aus.
Zu Ostern 1931 musste wegen Schülermangels die erste und zweite Klasse zusammengelegt werden, so dass die Schule zunächst wieder nur siebenstufig war.
Der Komplex wurde bis 1967 als Schule genutzt. Nach längerem Leerstand und Verfall wurde das Gebäude im Jahr 2011 abgerissen und das Grundstück mit einem Einfamilienhaus bebaut.
Im örtlichen Denkmalverzeichnis war die Schule unter der Erfassungsnummer 094 82174 als Baudenkmal verzeichnet.

## Kantoren / Schulleiter
- Georg Jacob Dorenburg, um 1714
- Jeremias Schnelle, um 1722
- Jacob Geßler, um 1747
- Christoph Andreas Friedrich, um 1783
- Christoph Siegmund Meyer, 1795–1805 († 26. Dezember 1805)
- Johann Conrad Böse, 1805–1816 (auf eigenen Wunsch nach Wolmirsleben versetzt)
- Friedrich Wilh. Hallbrod, 1816–1818 (nach Gommern versetzt)
- Johann Heinrich Meyer, 1818–1824 (aus Gommern versetzt; ging als Lehrer nach Groß Salze)
- Andreas Christian Wilhelm Görnemann, 1824–1863 († 19. Oktober 1863)
- Ferdinand Krühn, 1863–1882 (aus Gröningen kommend, 1882 in den Ruhestand verabschiedet)
- Friedrich Wilhelm Hüttner, 1882–1896 (Schwiegersohn von Ferdinand Krühn, war 1863 zweiter Lehrer in Cracau, 1869 aber nach Südgröningen, später nach Wegeleben und Neustadt-Magdeburg gegangen, aufgrund eines Leberleidens pensioniert, 1896 verstorben)
- Emanuel Heidemann, 1896–1912 (1903 wurde er Hauptlehrer, † 9. Juni 1912 an einer Blutvergiftung)
- Franz Müller, 1913 (zuvor Lehrer an der Sudenburger Bürger-Knabenschule)
- Konrektoren Wilhelm Paetsch, 1922–1924 und Willy Riecke, 1922 (zuvor Schulleiter in Prester)
- Konrektor August Schwerin, 1927–1931

## Persönlichkeiten
Der Pädagoge und Schriftsteller Adolf Hauert (1896–1988) war vor dem 1. Juli 1923 als Lehrer an der Cracau-Prester-Volksschule tätig.